# White Lake (Wisconsin)
White Lake es una villa ubicada en el condado de Langlade en el estado estadounidense de Wisconsin. En el Censo de 2010 tenía una población de 363 habitantes y una densidad poblacional de 56,67 personas por km².

## Geografía
White Lake se encuentra ubicada en las coordenadas 45°9′35″N 88°45′48″O / 45.15972, -88.76333. Según la Oficina del Censo de los Estados Unidos, White Lake tiene una superficie total de 6.41 km², de la cual 5.65 km² corresponden a tierra firme y (11.85%) 0.76 km² es agua.

## Demografía
Según el censo de 2010, había 363 personas residiendo en White Lake. La densidad de población era de 56,67 hab./km². De los 363 habitantes, White Lake estaba compuesto por el 96.42% blancos, el 0% eran afroamericanos, el 0% eran amerindios, el 0.28% eran asiáticos, el 0% eran isleños del Pacífico, el 0% eran de otras razas y el 3.31% pertenecían a dos o más razas. Del total de la población el 2.48% eran hispanos o latinos de cualquier raza.